# Bullina torrei
Bullina torrei är en snäckart som beskrevs av Carlos Guillermo Aguayo och Alfred Rehder 1936. Bullina torrei ingår i släktet Bullina och familjen Bullinidae. Inga underarter finns listade i Catalogue of Life.